# Ascogaster saltuensis
Ascogaster saltuensis är en stekelart som först beskrevs av Shaw 1983.  Ascogaster saltuensis ingår i släktet Ascogaster och familjen bracksteklar. Inga underarter finns listade.